# Karin Kremer
Karin Kremer, geb. Brinkmann (* 1939 in Celle; † 2019 in Hameln), war eine deutsche Künstlerin.

## Biografie
Karin Kremer studierte von 1961 bis 1967 an der École nationale supérieure des beaux-arts de Paris und war danach bis 1970 freischaffend in Paris tätig. Schwerpunkt ihrer Arbeiten war bis 1969 die Mischtechnik. Dann wandte sie sich bis 1975 Arbeiten auf eloxiertem Aluminium zu. Im Rahmen der Kunst am Bau wirkte sie in Frankreich mit Aufträgen für u. a. Printemps-Parly II, Drugstore Caen und SCIC Paris.
1970 erfolgte ihre Übersiedlung ins Saarland und die Heirat mit dem Komponisten Clemens Kremer. Fortan war sie in Saarbrücken und Paris tätig. Neben ihrer künstlerischen Arbeit hatte sie Lehraufträge an der Katholischen Hochschule für Sozialwesen, an der Kunsthochschule des Saarlandes und am Institut für Sozialökologie der Humboldt-Universität Berlin.
Im Jahre 2000 verstarb ihr Ehemann und sie übersiedelte nach Niedersachsen. Hier konzentrierte sie sich auf die künstlerische Nutzung der elektronischen Medien.
Kremer hinterließ ein umfangreiches Lebenswerk, das in einem Zeitraum von mehr als 50 Jahren entstand: Arbeiten in Mischtechnik (bis 1969), Aluchromien (ab 1970), Aktionen, Kalligrafie-Collagen und Papierobjekte (ab 1988), video- und computergeneriertes Gestalten (ab 1992) sowie Internetprojekte.
Von 1966 bis 1999 stellte sie regelmäßig in Einzelausstellungen sowie Beteiligung an Gruppenausstellungen im In- und Ausland aus. Ihre Werke befinden sich in privatem und öffentlichem Besitz.

## Einzelausstellungen
- 1966: Galerie Fontaine, Paris
- 1971: Galerie Marthe Nochy, Paris
- 1971: Goethe-Institut, Kairo
- 1972: Galerie Davidson, Tours
- 1973: Goethe-Institut, Beirut
- 1974: Galerie Boisseree, Köln
- 1975: Galerie der Saarbrücker Zeitung, Saarbrücken
- 1975: Deutsches Kultur-Institut, Casablanca
- 1982: Propositiones, Atelier 4, Sens (K)
- 1983: Von der Heydt-Museum, Wuppertal (K)
- 1991: HMT Ricercare un Pentagono, Saarbrücken (Clemens Kremer)
- 1993: Augen, Galerie Monika Beck, Homburg-Schwarzenacker
- 1993: VSU Arbeiten aus den Jahren, Saarbrücken
- 1995: Maria Geburt, computergenerierte Marienbilder, Homburg-Schwarzenacker
- 1996: SITZ Multi Media Kongreß computergenerierte Grafiken
- 1997: PARADOXON computergenerierte Grafiken, Galerie Monika Beck, Horn

## Weitere Kunst-Aktionen
- 1978: Saarland Museum Innenhof, Saarbrücken
- 1979: Kunst?, DB internationaler Künstlerkongreß, Stuttgart
- 1979: Brotlose Kunst, St. Joh. Markt, Saarbrücken
- 1981: Tuch und Faden, Ny Carlsberg Glyptothek, Kopenhagen
- 1981: Mutter Erde, Festival d'Art provisoire, Le Mans
- 1981: Stille Gegenaktion, Art Allemagne Aujourdhui M A M Paris
- 1981: Abnabelung, Fotoaktionen in Galerien, Paris
- 1982: Brennpunkt, Von der Heydt Museum, Wuppertal
- 1982: Propositiones, Sens
- 1983: Stille-Aktion, Von der Heydt Museum, Wuppertal
- 1987: Frauenzimmer, Saarländischer Sommer
- 1987: Schiffs-Aktion „Saarabande“, Dillingen-Bonn
- 1989: Nachtwache, Aktion mit Farben, Kirchentag, Berlin
- 1989: Das Bündel, Stille-Aktion zum Thema Faschismus, 20. Juli, München
- 1991: Stille Aktion für Gerda Lepke, Kunsthof Bonn